# Ginnastica ai Giochi della VII Olimpiade - Concorso a squadre maschile
La competizione del concorso a squadre maschile di ginnastica artistica dei Giochi della VII Olimpiade si tenne i giorni 23 e 24 agosto 1920 allo Stadio Olimpico di Anversa.

## Formato
Le squadre erano composte da 16 a 24 ginnasti che eseguivano gli esercizi simultaneamente. La prova era composta in 5 parti.
- Esercizi con attrezzi
- Sbarra
- Parallele
- Cavallo con maniglie
- Esercizi agli ostacoli (quattro ostacoli di 70 cm).

Il punteggio massimo era di 404 punti.

## Classifica finale
| Pos.    | Nazione        | Ginnasti | Punti   |
| ------- | -------------- | --- | ------- |
| Oro     | Italia         | Arnaldo Andreoli, Ettore Bellotto, Pietro Bianchi, Fernando Bonatti, Luigi Cambiaso, Luigi Contessi, Carlo Costigliolo, Luigi Costigliolo, Giuseppe Domenichelli, Roberto Ferrari, Carlo Fregosi, Romualdo Ghiglione, Ambrogio Levati, Francesco Loi, Vittorio Lucchetti, Luigi Maiocco, Ferdinando Mandrini, Lorenzo Mangiante, Antonio Marovelli, Michele Mastromarino, Giuseppe Paris, Manlio Pastorini, Ezio Roselli, Paolo Salvi, Giovanni Tubino, Giorgio Zampori, Angelo Zorzi | 359,855 |
| Argento | Belgio         | Eugène Auwerkeren, Théophile Bauer, François Claessens, Augustus Cootmans, François Gibens, Albert Haepers, Domien Jacob, Félicien Kempeneers, Jules Labéeu, Hubert Lafortune, Auguste Landrieu, Charles Lannie, Constant Loriot, Nicolaas Moerloos, Ferdinand Minnaert, Louis Stoop, Jean Van Guysse, Alphonse Van Mele, François Verboven, Jean Verboven, Julien Verdonck, Joseph Verstraeten, Georges Vivex, Julianus Wagemans                                                     | 346,765 |
| Bronzo  | Francia        | Georges Berger, Émile Bouchès, René Boulanger, Alfred Buyenne, Eugène Cordonnier, Léon Delsarte, Lucien Démanet, Paul Durin, Victor Duvant, Fernand Fauconnier, Arthur Hermann, Albert Hersoy, Alphonse Higelin, Auguste Hoël, Louis Kimpe, Georges Lagouge, Paulin Lemaire, Ernest Lespinasse, Émile Martel, Jules Pirard, Eugène Pollet, Georges Thurnherr, Marco Torrès, François Walker, Julien Wartelle, Paul Wartelle                                                           | 340,100 |
| 4       | Cecoslovacchia | Josef Bochníček, Ladislav Bubeníček, Josef Čada, Stanislav Indruch, Miroslav Klinger, Josef Malý, Zdeněk Opočenský, Josef Pagáč, František Pecháček, Robert Pražák, Václav Stolař, Svatopluk Svoboda, Ladislav Vácha, František Vaněček, Jaroslav Velda, Václav Wirt | 305,255 |
| 5       | Gran Bretagna  | Sidney Andrew, Albert Betts, Albert Cocksedge, J. Cotterell, William Cowhig, Sidney Cross, Horace Dawswell, J. E. Dingley, Sidney Domville, H. W. Doncaster, Reginald Edgecombe, W. Edwards, Henry Finchett, Bernard Franklin, J. Harris, Sam Hodgetts, Stanley Leigh, G. Masters, Ronald McLean, O. Morris, E. P. Ness, A. E. Page, A. O. Pinner, E. Pugh, H. W. Taylor, J. A. Walker, Ralph Yandell                                                                                 | 299,115 |